# Asperula saxicola
Asperula saxicola är en måreväxtart som beskrevs av Friedrich Ehrendorfer. Asperula saxicola ingår i släktet färgmåror, och familjen måreväxter. Inga underarter finns listade i Catalogue of Life.